# اوندیل (شیکاگو)
اوندیل ( ‎/ˈævəndeɪl/‎ ) یکی از ۷۷ منطقه محلی شیکاگو است که به طور رسمی تعیین شده و در ضلع شمال غربی شهر است. مرز شمالی آن از خیابان آدیسون از شاخه شمالی رودخانه شیکاگو در شرق و تا جاده پولاسکی در غرب است. این محله به سمت غرب در امتداد خیابان بلمونت تا خط اتحادیه شمال غربی گسترش می یابد. مرز جنوبی آن خیابان دایورسی از خط اتحادیه شمال غربی تا رود شیکاگو است.

## جمعیت‌شناسی
اوندیل به‌طور سنتی دارای جمعیت زیادی لهستانی بوده‌است، همچنین بخش‌هایی از آن ساکنان آلمانی، اسکاندیناویایی و ایتالیایی نیز وجود دارد. در سال‌های اخیر این محله کارگر یقه آبی شاهد افزایش تنوع اجتماعی خود بوده‌است. فروپاشی کمونیسم در اروپای شرقی شاهد هجوم مهاجران اروپای شرقی مانند چک، اسلواک، اوکراینی و بلاروس به ویژه لهستانی‌ها در «دهکده لهستانی» بود. مهاجرت مردمان از بلوک شوروی در اوندیل از آن زمان به بعد افزایش یافته و شامل اتباع روسوفون از آسیای مرکزی و حتی مغولستان شده‌است. یک جامعه قوی فیلیپینی نیز در اوندیل وجود دارد، که محل خروجی تلویزیون فیلیپینی شیکاگو است. اسکان لاتین تبارها که در دهه ۱۹۸۰ آغاز شد، با افزایش تعداد مکزیکی‌ها، پورتوریکویی‌ها و مهاجران آمریکای مرکزی، منجر به افزایش جمعیت اسپانیایی‌تبار آووندیل از ۳۷٫۶ درصد در سال ۱۹۹۰ به ۶۲٫۰ درصد در سال ۲۰۰۰ شد. این محله به دلیل اعیان‌نشین شدن، در دهه گذشته شاهد معکوس شدن این روند بوده‌است، زیرا جمعیت سفیدپوست غیر اسپانیایی سریعتر از جمعیت اسپانیایی‌تبار در حال گسترش بوده‌است.
- سبک کلیسای جامع لهستانی
- آمریکایی لهستانی